# Belgrano-Klasse
Die Belgrano-Klasse war eine Baureihe von Motorschiffen der Reederei Hamburg Süd. Ursprünglich wurden zehn Kombischiffe bestellt, zu denen später zwei weitere baugleiche Bauaufträge kamen. Aufgrund der Kriegsereignisse wurden jedoch nur neun Schiffe tatsächlich gebaut.
Nach dem Ende des Zweiten Weltkriegs gab die Hamburg-Süd mit der Santa-Klasse nahezu baugleiche Schiffe in Auftrag.

## Die Schiffe
| Bauname       | Bauwerft/ Baunummer                                   | IMO-Nummer | Stapellauf         | Ablieferung       | Umbenennungen und Verbleib |
| ------------- | ----------------------------------------------------- | ---------- | ------------------ | ----------------- | --- |
| Belgrano      | Howaldtswerke, Hamburg/751                            | keine      | 22. August 1936    | 1. Oktober 1936   | am 21. März 1940 von der Kriegsmarine übernommen, 17. Mai 1941 Sperrbrecher 11, am 23. Oktober 1942 durch Minentreffer vor Borkum zerbrochen, eingeschleppt und 1943 wieder in Fahrt, am 4. Januar 1945 nach Minentreffer in der Flensburger Förde gesunken, 1946 gehoben, repariert und als Sperrbrecher 11 Belgrano im Minensuchdienst, am 20. September 1947 im Schlepp zum Abbruch in Inverkeithing eingetroffen |
| Porto Alegre  | Flensburger Schiffsbau-Gesellschaft, Flensburg/430    | keine      | 18. Juli 1936      | 14. Oktober 1936  | am 21. März 1940 von der Kriegsmarine übernommen, am 21. Februar 1945 im Skagerrak durch britischen Bombentreffer versenkt |
| Montevideo    | Howaldtswerke, Hamburg/752                            | keine      | 26. September 1936 | 10. November 1936 | am 20. November 1939 in Rio Grande festgehalten, 27. Januar 1942 Zwangsverkauf an Lloyd Brasileiro, Brasiloide, am 18. Februar 1943 vor Bahia durch U 518 torpediert und versenkt |
| Rio Grande    | Howaldtswerke, Hamburg/777                            | keine      | 17. Januar 1939    | 3. September      | am 4. Januar 1944 im Südatlantik selbstversenkt |
| Paranaguá     | Howaldtswerke, Hamburg/778                            | keine      | 15. März 1939      | 4. Mai 1939       | am 21. März 1940 als A 7 von der Kriegsmarine übernommen, am 17. Dezember 1940 nach Minentreffer vor Den Helder gesunken |
| Florida       | Bremer Vulkan, Vegesack/766                           | keine      | 8. Juli 1939       | 19. August 1939   | am 21. März 1940 von der Kriegsmarine übernommen, am 14. April 1940 auf der Reise von Deutschland nach Oslo vor Skagen durch das britische U-Boot Sunfish versenkt |
| Florianopolis | Howaldtswerke, Hamburg/793                            | keine      | April 1940         | Oktober 1943      | am 28. Juni 1944 durch sowjetischen Luftangriff versenkt, 1945 gehoben und in Großbritannien verschrottet |
| Victoria      | Howaldtswerke, Hamburg/794                            | 5217983    | Januar 1941        | Dezember 1949     | 1944 nach Bombentreffer unfertig aufgelegt und 1947 an Jugoslawien abgeliefert, im Dezember 1949 in den Niederlanden als Makedonija fertiggestellt, ab Dezember 1983 in Rijeka abgebrochen |
| Esmeralda     | Nederlandsche Scheepsbouw Maatschappij, Amsterdam/351 | 5096171    | August 1943        | 25. Juni 1944     | am 12. Juni 1945 in Methil an das britische Ministry of Transport übergeben, Empire Wye, 1947 Eastern Saga, 1968 Nanfung, 1972 Nan Fung, ab Januar 1975 in China verschrottet |